# Mezinárodní letiště Bagdád
Mezinárodní letiště Bagdád (IATA: BGW, ICAO: ORBI, dříve známé jako Saddámovo mezinárodní letiště, IATA: SDA, ICAO: ORBS, arabsky مطار بغداد الدولي‎), je největší mezinárodní letiště v Iráku. Nachází se na předměstí města asi 16 km západně od jeho centra ve stejnojmenném guvernorátu. Je základnou pro národního leteckého dopravce Iraqi Airways.

## Historie

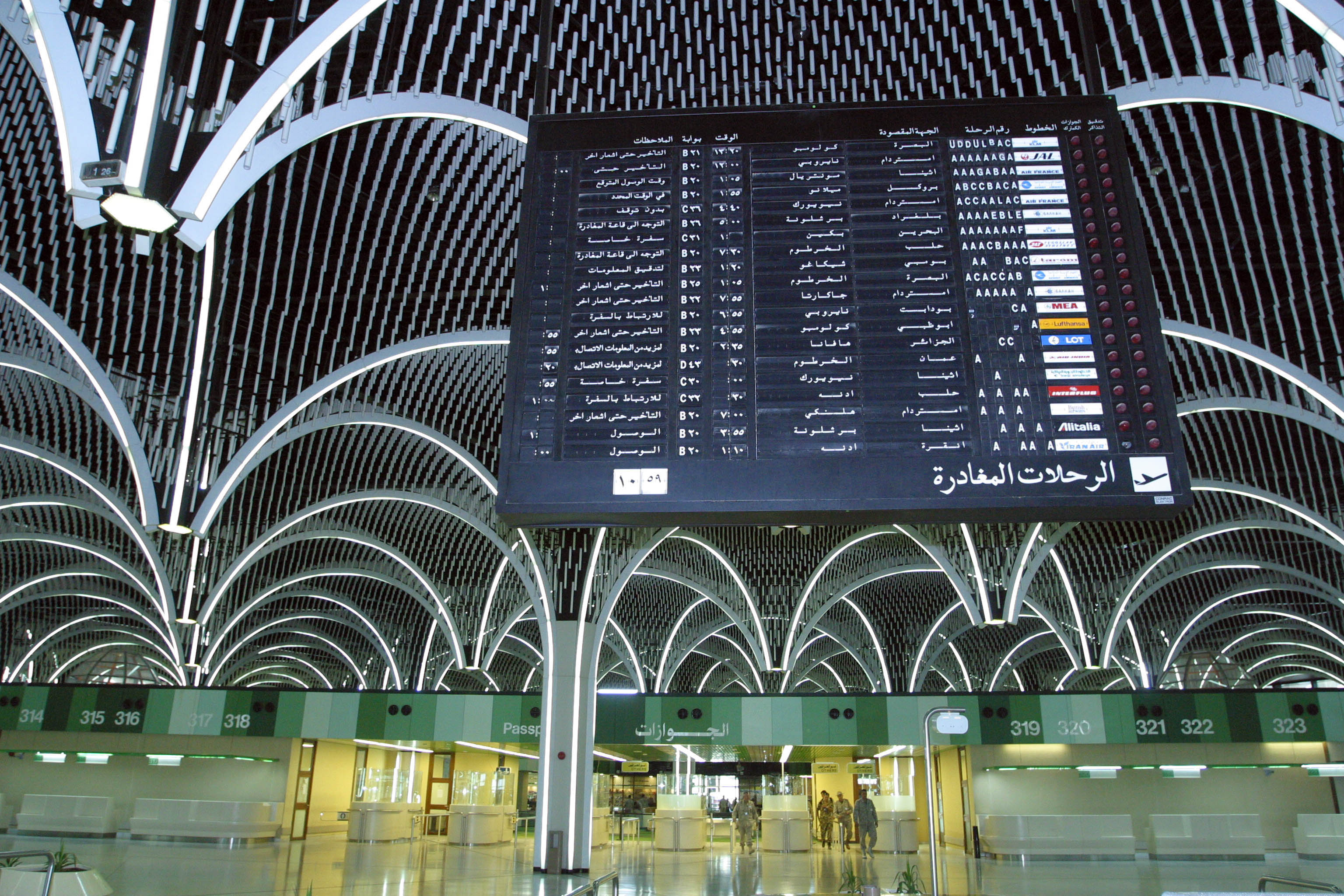
Hala terminálu IA.

Současné letiště bylo postaveno konsorciem vedeným francouzskou společností Spie Batignolles na základě dohody z roku 1979. Irácko-íránská válka oddálila úplné otevření letiště až na rok 1982. Letiště bylo tehdy otevřeno jako „Saddámovo mezinárodní letiště“, nesoucí jméno tehdejšího iráckého prezidenta Saddáma Husajna.
Většina civilních letů v Bagdádu byla přerušena v roce 1991, když OSN uložila omezení po irácké invazi do Kuvajtu během války v Zálivu. Vzhledem k bezletové zóně mohla společnost Iraqi Airways pokračovat v domácích letech pouze po omezenou dobu. Na mezinárodní úrovni byl Bagdád schopen přijímat občasné charterové lety přepravující léky, pomocné pracovníky a vládní úředníky. Společnost Royal Jordanian Airlines provozovala pravidelné lety z Ammánu do Bagdádu.
V dubnu 2003 vtrhly do Iráku koaliční síly a název letiště se změnil na mezinárodní letiště Bagdád. ICAO kód letiště se následně změnil z ORBS na ORBI; IATA kód z SDA na BGW - ten dříve odkazoval na všechna letiště v Bagdádu a poté na letiště Al Muthana, když byl Saddám ještě u moci.
Civilní kontrola letiště byla v roce 2004 vrácena irácké vládě.